# Ishmael Miller
Ishmael Anthony Miller (Manchester, 5 de março de 1987) é um ex-futebolista inglês.

## Biografia
Possui uma extensa carreira profissional, tendo atuado também na seleção inglesa sub-21.

## Carreira

### Manchester City
Miller iniciou sua carreira profissional no Manchester City, na temporada 2005-06.